# Куривиту, Джосатеки
Джосатеки Куривиту (англ. Josateki Kurivitu) — фиджийский футболист, участник первого розыгрыша Кубка наций ОФК.
В рамках турнира он принял участие в трёх матчах группового этапа против Новой Зеландии (1:5), Новых Гебрид (1:2) и Таити (0:4), отметился забитым голом в матче с Новыми Гибридами. Вместе с Терио Вакатавой стал одним из двух игроков своей сборной, отметившихся голами на турнире. По итогам группового этапа сборная Фиджи не смогла набрать ни одного очка и заняла последнее пятое место.